# Ельцин Борис Михайлович
Борис Михайлович Ельцин (1875—1937) — російський революціонер, який діяв головним чином у Башкирії.

## Біографія
За національністю Борис Ельцин — єврей. Він різночинець, що у 1898 році закінчив медичний факультет Новоросійського університету в Одесі, з 1897 року перебував у РСДРП. За революційну діяльність в 1910 році був засланий до Уфимської губернії, де працював санітарним лікарем міста Белебєй, продовжував революційну діяльність, примикав до більшовиків. В 1917 році Борис Ельцин — вже гласний Уфімської міської думи, член комітету РСДРП, виконкому ради робітничих і солдатських депутатів і уфімського губревкома. Був також кандидатом до Установчих зборів від більшовиків, але не пройшов.
З квітня 1918 року — голова Уфимського Губраднаркому. Він займався націоналізацією башкирських заводів, разом з головою губкому РКП(б) і комісаром по продовольству Олександром Цюрупою використовував створені військовим комісаром Уфи братами Кадомцевими бойові дружини для «викачування» хліба у козаків: майже кожен день вони посилали Леніну в Москву ешелон з хлібом. Це викликало повстання Дутова, а Цюрупа був призначений наркомом продовольства РРФСР. Свердлов після цього проголосив політику винищення козаків. При цьому Ельцин протиставляв народним дружинам Кадомцева мусульманських націоналістів, допустив формування збройних загонів під зеленим прапором ісламу і гаслом «бий гяурів». Але виступити проти дружин Кадомцева вони не наважилися. Він також домагався проведення лінії Льва Троцького на централізоване адміністративне управління військовими формуваннями: бойові дружини Кадомцева були побудовані за принципом народного ополчення — з виборними командирами, що суперечило декрету ВЦВК від 22 квітня 1918 року про призначення командирів військових наркомом Троцьким. Борис Ельцин написав Леніну, що Е. Кадомцев саботує створення Червоної Армії. Тоді від Троцького прибула комісія, яка оголосила ці загони (організовані професійним військовим Кадомцевим) дилетантщиною та партизанщиною. Кадомцева усунули, а на його місце поставили емісара Троцького.
Після повстання Чехословацького корпусу в травні 1918 року Борис Ельцин виступав за відхід більшовиків з Уфи — щоб дати можливість чехословакам «мирно» повернутися додому. У червні 1918 року переїхав до Москви і Ленін призначив його членом ВЦВК і колегії НКВС. Також він був заступником наркома НКВС РРФСР. Звертався до Леніна з пропозицією посилити режим, на що Ленін директировал йому надалі не пропонувати змін до Конституції і «всякі думки про посилення диктатури пролетаріату залишити». Після повернення більшовиків до Уфи в січні 1919 року Ленін видав йому мандат голови Уфімського губревкому та губвиконкому, уповноваженого організувати радянську владу в Башкирії. Виступав проти утворення Татаро-Башкирської республіки, зустрічався з цього питання з Леніним під час 9 з'їзду РКП(б) у квітні 1920 року. При відновленні заводів у Башкирії Борис Ельцин проводив політику, яку критикував Ленін. Тому його було знято з посад в 1920 році. Після цього працював у Наркоматі соціального забезпечення України, правління Головполітосвіті, Держплані РРФСР. Троцький називає його в числі осіб, що складали «кістяк партії». Володимир Ленін також відносив його до «відповідальних радянських працівників», поряд з такими, як Цюрупа, Брюханов та інші, але висловлював певні сумніви в його об'єктивності.
З 1923 року належав до лівої опозиції, підписав «заяву 46» в Політбюро ЦК РКП(б), за що в 1927 році був виключений з партії і на початку 1928 року засланий до Усть-Вимь. В 1929 році був заарештований і поміщений до Суздальського політізолятора.
У середині 1930-х рр. перебував в оренбурзькій ссилці. У 1936 році був черговий раз заарештований і разом з сотнями опозиціонерів відправлений до Північно-Східного табору. Один з організаторів протестів і голодування політв'язнів у Магадані в 1936 році.19 вересня 1937 року Борис Ельцин був засуджений трійкою при УНКВС по Дальстрою до розстрілу за звинуваченням у «контрреволюційній троцькістській діяльності» і 27 листопада цього ж року розстріляний.
За останнім вироком був реабілітований 23 листопада 1956 року.
До опозиції належали і його сини — Віктор (1899 — 01.03.1938), розстріляний Ухтинсько-печорському ВТТ у Воркуті, і рано померлий від туберкульозу Йосип, а також донька Віра.